# Chocolate parviao
El Chocolate Parviao, en la región paisa de Colombia, es un término referido a una reunión de personas, en la cual se consume un refrigerio que incluye, tanto la bebida del chocolate común o universal, como el acto o rito de degustarlo y saborearlo en compañía de amigas o amigos, pero junto con imprescindibles alimentos sólidos que acompañan la ingesta del chocolate, y los cuales se han denominado genéricamente en esta región con el término parva.
La parva en la región paisa se refiere a una amplia variedad de piezas de panadería pequeñas de consumo fácil y para refrigerios, eso sí horneadas, como el pandequeso, el pandeyuca, los bizcochos, todos por lo común de sal.
En la región paisa el chocolate, como ritual social, y muy especialmente el tradicional chocolate parviao, no suele acompañarse con alimentos sólidos dulces sino preferentemente salados: parva salada. 
El chocolate parviao constituye uno de los más tradicionales refrigerios de la tradición gastronómica paisa, y constituye tanto una pequeña comida muy apreciada en la región.

## Parva
En la región paisa se denomina parva a una amplia variedad de piezas de panadería, generalmente de pequeño tamaño, que se utilizan como refrigerios rápidos, y son tanto de sabor dulce como salado. Como ejemplos salados figuran el pandequeso, el pandeyuca, las galletas saladas, los bizcochos, las tostadas y el pan. Como ejemplos dulces figuran el merengue, el pastel de gloria, las lenguas, los rollos, las galletas dulces, las galletas negras y las porciones de torta. Piezas todas que han sido elaboradas con técnicas culinarias de repostería y horneado.
La parva es un término muy peculiar de la región paisa.